# Saoum
Ne doit pas être confondu avec Saoume.
Cet article est consacré au jeûne islamique, y compris celui du mois de Ramadan. Pour un article spécifique au mois de Ramadan, voir Ramadan
Saoum ou sawm (en arabe : صَوْم, ṣawm) désigne la pratique du jeûne, le quatrième pilier de l'islam. Cela consiste, pour les musulmans, à s'abstenir de manger, de boire, de toute relation sexuelle, de fumer, de commettre des péchés,, depuis l'aube jusqu'au coucher du soleil. Généralement le jeûne est pratiqué durant le mois de ramadan, mais il peut l'être à l'occasion d'autres fêtes musulmanes, de dates particulières du calendrier musulman, ou encore de manière individuelle et volontaire.
L'observance du jeûne selon les périodes calendaires dépend de certains cas du courant de l'islam concerné. C'est par exemple une pratique très courante dans le soufisme comme pratique personnelle; d'autre part, le jeûne d'Achoura est pratiqué par certains sunnites mais pas par les courants chiites (pour lesquels ce jour est un jour de deuil).
Le ramadan, qui désigne un mois du calendrier musulman, est une période cultuelle importante en islam, durant laquelle le recueillement, la charité et la célébration de la religion sont particulièrement mis en avant, le jeûne étant une part importante des traditions qui marquent ce mois. Le jeûne et sa rupture en tant que pratique dans les sociétés à dominante musulmane peuvent être réglementés par la loi civile. La police ou la police des mœurs (muttawa) lorsqu'elle existe, peut arrêter des personnes rompant le jeûne dans certains pays dont l'islam est la religion d'État. Comme phénomène social, le jeûne est vu, par certains islamologues, comme de plus en plus décorrélé de la pratique rituelle: il s'agit selon eux d'un phénomène de cohésion sociale entre musulmans pratiquants et non pratiquants, à la manière de certaines fêtes chrétiennes comme Noël.

## Terminologie
Le mot français « saoum » est emprunté à l'arabe صَوْم (ṣawm,), mot dérivé de la racine ṣ-w-m. D'après l'orientaliste allemand Theodor Nöldeke, son sens primitif serait « être immobile ». Il ne compte qu'une occurrence dans le Coran (19:26) pour treize mentions de dérivés. Le jeûne est parfois appelé siyam,. Son sens de « jeûne » pourrait provenir de l'usage judéo-araméen et syriaque.
Le jeûne dans le monde malais (Brunei, Indonésie, Malaisie, Singapour) est nommé puasa en malais, du sanskrit upavasa (उपवास), « jeûne ».
En français, comme en anglais, on emploie indifféremment le mot « ramadan » pour désigner le mois saint pour les musulmans et, par métonymie, le jeûne,.

## Origines et développement
Les dispositions coraniques liées au jeûne musulman se trouvent dans la sourate II du Coran, aux versets 179-181 et 183. Ces différents versets font l'objet de débats quant à leur ancienneté. Th. W. Juynboll pense le verset 181 comme postérieur. Pour al-Bayḍāwī, cet ensemble est « composite ». Si ces versets servent de base aux prescriptions du jeûne, « beaucoup de détails ont en revanche été empruntés à la tradition ».
D'après la tradition musulmane, Mahomet aurait, au mois de châban en l'an 2 de l'Hégire, remplacé le jeûne de ʿās̲h̲ūrāʾ par celui du mois de ramadan. Lorsque ramadan a éclipsé la fête d'Achoura, en termes d'importance, il a pris certaines caractéristiques de cette dernière. Selon un hadith[Lequel ?], la personne qui observe ramadan correctement verra tous ses péchés pardonnés. Selon un autre, « lorsque ramadan arrive, les portes du ciel sont ouvertes, les portes de l'enfer sont fermées et les démons sont enchaînés », et quiconque passe entrera au paradis. Le jeûne de ramadan est aujourd'hui un pilier de l'islam et est considéré comme une obligation pour les musulmans (excepté les druzes[réf. nécessaire]).
Dès 1929, l'hypothèse d'une origine juive de Ramadan a été avancée par Shelomo Dov Goitein. Il remarque un parallèle entre la figure de Mahomet et celle de Moïse recevant la Loi le jour du Grand Pardon (Yom kippour). Selon lui, la première prescription de jeûne naquit du jeûne précédant le jour du Pardon et durait dix jours. Le jeûne d'Achoura pourrait dériver de la tradition juive du jeûne lors de Yom Kippour,,. En tout état de cause, le jeûne, quelle que soit la période où il est appliqué, est une pratique partagée entre les trois religions abrahamiques : on relève la similitude du ramadan avec le jeûne du carême et de la nuit de la Destinée (Laylat al-Qadr) avec Yom Kippour.
Des recherches récentes, comme celles de Berg, considèrent davantage la naissance des habitudes rituelles (comme le jeûne du mois de ramadan) comme issues de l'usage chrétien syriaque. Selon l'historien Philip Jenkins, le ramadan provient « de la stricte discipline du carême des églises syriaques ». Le carême est une période de quarante jours de jeûne apparu au IVe siècle et commence par le « Mercredi des cendres », contenant le mot Ramād, « cendre ». Pour Berg, la description du saoum de Marie dans la sourate XIX atteste de la connaissance qu'avait Mahomet de la dimension silencieuse du jeûne chrétien.

## Périodes de jeûne
Il existe différentes périodes de jeûne, soit obligatoires, soit facultatives (on parle alors de « jeûne surérogatoire » c'est-à-dire non obligatoire, et simplement recommandé à titre de dévotion supplémentaire).

### Jeûne obligatoire
Le jeûne durant le mois de ramadan est en général considéré comme une part entière de la célébration de ce mois. La rigueur avec laquelle le jeûne est appliqué ou imposé dépend essentiellement du courant de l'islam concerné et de l'interprétation de la foi personnelle des pratiquants. Les États à majorité soufie, comme le Sénégal, n'imposent pas de régulations rigoristes sur la rupture du jeûne, permettant aux laïcs, non pratiquants ou autres musulmans ne souhaitant pas jeûner (la pratique du jeûne peut par exemple être interchangée avec celle de la charité) de manger librement durant le mois de ramadan. Les alévis ne pratiquent le jeûne du ramadan que pour une période restreinte de quelques jours seulement, voire pas du tout, selon le chercheur Ali Yaman.

### Jeûne surérogatoire
Selon Al-Ghazali, on peut pratiquer « de manière excellente » les jeûnes surérogatoires à certains jours qui se répartissent tout au long de l'année, ou chaque mois, ou encore chaque semaine. Parmi ces périodes de jeûne facultatif, on mentionnera les « jours blancs », correspondant à une période de trois jours, les 13, 14 et 15 de chaque mois du calendrier hégirien; le lundi et le jeudi (Al-Ghazali mentionne, lui, le jeudi et le vendredi); le jour de la station sur le mont Arafat, au neuvième jour de dhu al-hijja. On a également le jeûne d'Achoura, suivi par les musulmans sunnites mais pas par les chiites pour qui ce jour est considéré comme un jour de deuil et non de fête. Ce jour peut aussi marquer le terme d'une période de jeûne qui s'étend sur les dix premiers jours du mois de muharram.

#### Le jeûne d'Achoura
Le jeûne lors du jour d'Achoura est une tradition ancienne de l'islam, pratiquée par Mahomet, qui permit de fonder la tradition du jeûne de ramadan[réf. nécessaire]. Le schisme ayant mené à la formation des mouvements sunnite et chiite a pour origine la mort d'Al-Hussein ibn Ali. Si cette mort est considérée dans la communauté sunnite comme la légitimation de leur courant religieux, requérant une journée d'observance du jeûne et des célébrations, le courant chiite y voit le symbole de la lutte de l'Humanité contre l'oppression et l’injustice : ce jeûne n'est donc pas observé par les chiites, dont les célébrations tournent alors autour de manifestations publiques de deuil, voire d'autoflagellations, bien que cette pratique soit de plus en plus décriée par des membres du clergé chiite. En revanche, les Alevis pratiquent le jeune d'Ashoura, ainsi que celui des dix premiers jours de muharram, tout en prolongeant ce jeune de deux jours: le total de douze correspond aux douze imams du chiisme duodécimain.

### Expiation ou initiative personnelle
Cette pratique peut parfois être utilisée par expiation. En dehors des multiples péchés pour lesquels des consignes bien précises sont données pour les expier, dans la plupart des autres, c'est la kaffāra qui s'applique : elle nécessite soit de relâcher un ou une esclave, soit de jeûner pendant deux mois ou de donner aux nécessiteux le montant de soixante repas .

## Le jeûne de ramadan
Pour l'école s̲h̲āfiʿite, « Au sens de la loi, le jeûne consiste à s’abstenir (imsāk) de ce qui le romprait (mufṭirāt), en vertu d’une intention (niyyā) particulière. Le ṣāʾim doit être musulman, disposer de ses facultés mentales (ʿāḳil), et s’il s’agit d’une femme ne pas être souillée de sang. Sous ces conditions, le jeûne est valable (ṣaḥīḥ) ; sont astreints au jeûne tous les adultes (bālig̲h̲) pourvu qu’ils soient en état de le supporter (ḳādir). »

### Détermination du début du jeûne
Le saoum commence au moment de la nouvelle lune du mois de ramadan et dure jusqu'à l'apparition du premier quartier de la lune suivante. La détermination du début et la fin du mois de ramadan par le calcul astronomique n'est pas reconnue par l'ensemble des musulmans. Au Caire par exemple, ce n'est qu'en 1956 que la détermination par calcul a été acceptée. Pendant longtemps, la détermination du début du jeûne de ramadan s'est faite grâce à des observateurs qui scrutaient le ciel nocturne. De manière générale, il subsiste souvent des incertitudes d'un jour sur la durée du jeûne (prolongement erroné d'un mois à 30 jours dont la durée astronomique est de 29 jours).
Pour les musulmans, le jeûne du mois de ramadan devient obligatoire dans l'un des deux cas suivants : lorsque le mois de châban a atteint trente jours ; ou lorsque le croissant de lune du mois de Ramadan (al-hilâl) est aperçu, la nuit précédant le trentième jour de châban, conformément à des hadiths,. Dans le premier cas, il faut une connaissance certaine que le mois a bien commencé, chose qui « résulte de la parole d'un seul témoin musulman juste », tandis que le début du mois qui suit ramadan (shawwal) doit l'être « au moins par deux témoins ».
Celui qui a vu le croissant de lune de Ramadan doit jeûner, et jeûner devient un devoir pour celui qui ne l'a pas vu mais a été informé par un musulman juste, libre, et qui n'est pas connu comme étant menteur, et cela même si le qadi n'a pas lui-même annoncé le début du jeûne. Cependant, lorsqu'il y a un désaccord sur le premier jour de jeûne, la règle est de suivre la majorité des musulmans[réf. nécessaire].

### Le Ramadan au-delà du jeûne
Outre le jeûne : il est un exercice spirituel et une mise en condition dont le but est d'aboutir à la réflexion intérieure et la dévotion envers Dieu (Allah en arabe). Selon Al-Bayhaqi, musulman du XIe siècle, « C'est le mois de la patience, et la récompense de la patience est le Paradis. C'est le mois du don. C'est un mois dans lequel les ressources du croyant augmentent. Un mois dont le début est miséricorde, dont le milieu est pardon et la fin affranchissement du feu de l'Enfer. » (Al-Bayhaqi, Anthologie du renoncement).

## Place du jeûne dans la foi musulmane
Le jeûne est généralement un rite accompagnant la célébration d'une fête particulière, pour ramadan, le jeûne accompagne donc la célébration de la révélation du Coran. Le jeûne d'Achoura va, lui, marquer soit la célébration de la libération de Moïse de Pharaon pour les sunnites, soit une journée de deuil pour la mort de Hussein pour les chiites.
Spirituellement, le jeûne est censé éviter que le péché ne s'introduise dans le corps, et il peut donc s'assortir de multiples consignes destinées à prévenir ce péché de diverses manières. C'est ainsi qu'on trouve des consignes pour le « jeûne des yeux », le « jeûne de la langue », le « jeûne des oreilles », etc., qui visent toutes à ce que le croyant s'abstienne du mal et parvienne à la maîtrise de soi.
Les strictes conditions diurnes étant remplies, les musulmans peuvent s'adonner à des réjouissances durant la nuit. Toutefois, les guides spirituels enseignent de ne pas dormir durant toute la journée, de rester sobre dans sa conduite et d'éviter tout excès après le coucher du soleil, afin de garder le vrai sens du jeûne : combattre les passions et rapprocher l'âme de Dieu.

## Législation et sociologie
Le jeûne du mois de Ramadan est à « l'interface » de l'acte religieux privé et de l'acte collectif.
Selon Berg, le jeûne est une obligation générale et « celui qui en nie le caractère obligatoire (wād̲j̲ib) est kāfir [...]. Celui qui, sans raison valable, n’observe pas le jeûne doit être emprisonné. » Un sondage réalisé en 2015 a montré que 60 % des Marocains considèrent que se soustraire à l'obligation de jeûner durant le ramadan rend une personne de facto non musulmane. Dans les pays où l'islam est religion d'État, il peut exister une police des mœurs (hisba) et une police officielle (shurṭa (en)) qui surveillent l'application des règles du jeûne.
Le jeûne du mois de ramadan est d'une longueur conséquente : dans les pays dont la religion d'État est l'islam, des aménagements spécifiques sont introduits dans la journée de travail, et le rythme de vie est souvent considérablement altéré,. C'est durant le mois de jeûne que les dépenses de nourritures augmentent tout particulièrement, du fait des repas de rupture de jeûne qui sont l'occasion de faire bombance en compagnie de la famille ou des amis.

### Pratique forcée
Dans de nombreux pays de tradition musulmane, ou dont la religion d'État est l'islam, le jeûne peut être inscrit dans la loi. Dans certains pays musulmans, ne pas jeûner ou afficher un tel comportement en public est considéré comme un crime et peut être poursuivi en tant que tel.
Ainsi, en octobre 2008, une cour de Biskra (Algérie) a condamné six personnes à quatre ans de prison et de lourdes amendes pour ne pas avoir observé les règles du jeûne. De même, à Rabat (Maroc), un jeune homme a été condamné à trois mois de prison ferme « pour avoir rompu publiquement le jeûne pendant le mois de ramadan », une peine qui peut toutefois aller jusqu'à six mois, selon l'article 222 du code pénal marocain. En outre, chaque année, plusieurs arrestations de personnes — qui parfois ne sont pas pratiquantes — ont lieu, malgré la garantie donnée par la Constitution de la liberté de culte ; par conséquent certains groupes informels se réunissent depuis les années 2010 pour protester contre les conséquences potentiellement lourdes auxquelles sont exposés sur les non-pratiquants qui ne voudraient pas participer au jeûne. En avril 2022 encore, quatre-vingts personnes ont été arrêtées dans un café de Casablanca car elles sont soupçonnées de non-respect du jeûne du ramadan,
Au Maroc, la pratique du jeûne est donc devenue un élément du débat plus global sur la contradiction entre religion d'État et liberté de culte garantie par la loi, entre textes de loi non actualisés et réalité et diversité sociale du pays. Et si au Maroc, des arrestations ont eu lieu pour rupture publique du jeûne, en Algérie, les arrestations peuvent parfois même concerner des ruptures dans un lieu privé. Différents médias ont d'ailleurs mis en avant la crainte de voir les sociétés du Maghreb devenir de plus en plus strictes sur le respect du jeûne[réf. nécessaire].

### Interdiction de pratiquer
À l'inverse, certains musulmans se voient interdire de pratiquer le jeûne du ramadan. C'est par exemple le cas des Ouïghours qui vivent en Chine,.

## Adaptation géographique
Le jeûne en islam étant étroitement lié au lever et coucher du soleil, des adaptations sont nécessaires pour cette pratique dans le monde. Dans les pays où le soleil ne se couche pas (ou ne se lève pas), proches des cercles polaires, une consigne a été dispensée par la mosquée sunnite d'Al-Azhar, au Caire, qui recommande de limiter le jeûne à 18 heures consécutives dans une journée et d'adopter les horaires d'un pays voisin ou ceux de La Mecque. Certains musulmans préfèrent cependant adopter leurs propres horaires, et choisissent une durée de jeûne supérieure à ces recommandations.
En 2007, Sheikh Muszaphar Shukor, un astronaute malaisien, a été le premier humain à jeûner pendant le mois du ramadan dans l'espace, où le jour ne dure que 45 minutes. À cette fin, le gouvernement de Malaisie a publié une brochure pour lui permettre de suivre le ramadan. Il y était précisé que Shukor devait suivre les heures de prière et de jeûne qui s'appliquaient dans la ville au-dessus de laquelle il se trouvait, à savoir Baïkonour (Kazakhstan)  où se trouvait le site de lancement de la mission.

## La pratique du jeûne

### Chiffres en France
Selon un sondage réalisé en France en septembre 2019 auprès de 1012 personnes âgées de plus de quinze ans, 66% des Français musulmans disent avoir respecté le jeûne durant toute la durée du ramadan; 11%, durant quelques jours; 22% n'ont pas jeûné. Ces chiffres sont relativement stables, même si on constate depuis 2001 une diminution du nombre de personnes disant ne pas jeûner. On avait ainsi respectivement (dans l'ordre des catégories mentionnées ci-dessus) pour 1989, 60%, 8% et 32% ; 70%, 7% et 22% en 2001; 71%, 9%, 20% en 2011.

### L'intention
Les obligations de jeûne commencent par l'intention de jeûner. Pour de nombreux musulmans, cette intention doit être formulée quotidiennement avant l'aube. Selon l'école malikite, il est, à l'inverse, possible de ne la formuler qu'une seule fois. La niyya (la formulation de l'intention) n'est pas obligatoire dans le chiisme.

### Préceptes et jeûne compensatoire
Pour les musulmans, il est obligatoire de s'abstenir, depuis l'apparition de l'aube véritable jusqu'au coucher du soleil, des éléments qui amènent une rupture du jeûne. Néanmoins, la règle est qu'en aucun cas le jeûne ne doit mettre en danger la santé de la personne[réf. nécessaire].
Cependant, il est autorisé à certaines personnes de reporter le jeûne ou de ne pas avoir à l'effectuer[réf. nécessaire] :
- la femme en période de menstruations ou de lochies et la femme enceinte ;
- le voyageur peut décider de le reporter à condition que la distance à parcourir autorise le raccourcissement de la prière ;
- le malade : il peut rompre le jeûne en raison d’une maladie dont on craint son aggravation ou sa prolongation à cause du jeûne ;
- les personnes âgées faibles ;
- les enfants impubères.

Les personnes âgées, les malades chroniques ainsi que les malades mentaux sont exemptés de jeûne, bien que les deux premiers groupes soient encouragés à chercher à nourrir les pauvres en remplacement de leur jeûne manqué[réf. nécessaire]. Sont également exemptées les femmes enceintes, les femmes en période de menstruation et les femmes allaitant leurs nouveau-nés. Une différence d'opinions existe cependant parmi les érudits quant à savoir si ce dernier groupe doit rattraper les jours manqués à une date ultérieure, ou nourrir les populations pauvres en guise de remplacement[réf. nécessaire]. Alors que le jeûne n'est pas considéré comme obligatoire dans l'enfance, de nombreux jeunes s'efforcent de jeûner le plus grand nombre possible de journées en guise de préparation pour leur pratique future. Enfin, les voyageurs sont exemptés mais doivent rattraper les jours qui leur manquent[réf. nécessaire]. Les personnes âgées, celles qui souffrent d'un handicap ou d'une maladie, et qui n'ont aucune chance de voir leur état s'améliorer, peuvent payer l’iftar à la place de personnes qui ne peuvent se le permettre ; elles peuvent aussi les accueillir dans leur maison et les nourrir après le coucher du soleil comme moyen de remplacer les jours où ils n'ont pas jeûné[réf. nécessaire].
Le report de l'obligation de jeûne pour le ramadan à un jour ultérieur se nomme Ḳaḍā, l'antonyme du mot signifiant accomplissement d'un devoir à l'heure prévue. Hamza Boubakeur précise que « Celui qui est pris de vomissements pendant le jeûne n'est pas tenu de s'acquitter d'un jeûne ultérieur compensatoire à moins qu'il ne le provoque lui-même, malicieusement. »

### Causes de rupture
Selon le droit musulman, se nourrir, boire, avoir des relations sexuelles constituent des ruptures de jeûne. D'autres causes de ruptures ne font pas consensus. Dans le chiisme, fumer n'est pas considéré comme rompant le jeûne. Le fait de se parfumer est discuté: il peut être vu comme licite, ou considéré comme un acte dont il est mieux de s'abstenir. Pour Fateh Kimouche (fondateur de la plateforme al-kanz), l'interdiction d'inhaler du parfum ou de l'encens « n'est pas majoritaire dans cette religion ».
Au-delà de la nourriture, de la boisson et des rapports sexuels, certaines traditions  « y joignirent toute entrée volontaire de substance étrangère dans le corps et toute évacuation de semence ou de sang »[réf. nécessaire]. Le jeûne étant diurne, aucune obligation ne concerne la nuit. Néanmoins cette tradition interdisant toute entrée de substance est contredite par le Cheikh Si Hamza Boubakeur qui explique que « l'usage du cure-dent appelé sawak, les injections, les lavements, les saignées et les transfusions sanguines n'entraînent nullement la rupture du jeûne ».

## Risques pour la santé
Le jeûne, quelle que soit sa forme ou sa raison, peut présenter des risques. Le mois de ramadan, en raison du jeûne suivi d’excès au moment de sa rupture, voit une augmentation statistique des maladies cardiovasculaires et du système digestif, d'infarctus ou d'AVC.
Par solidarité et mouvement communautaire, certains musulmans entreprennent parfois le jeûne du ramadan malgré les exceptions qui les en dispenseraient. Par conséquent, on a relevé en Tunisie de multiples cas d'ulcères gastriques percés durant ce mois.